# Gostivar
Gostivar ([ˈgɔstivar]ⓘ macedonio: Гостивар, albanés: Gostivari, turco: Gostivar) es una ciudad de Macedonia del Norte, ubicada en la región del valle superior de Polog. Capital del municipio homónimo, uno de los más grandes del país con una población de 81.042 hab. y una extensión de 1.341 km². Gostivar dispone de una carretera y conexiones de ferroviarias con las otras ciudades en la región, como Tetovo, Skopie, Kičevo, Ohrid y Debar. Se construyó una moderna autovía en 1995, desde Gostivar hasta Tetovo, de 24 km de longitud.

## Historia
En 1913 los soldados serbios tomaron la ciudad de Gostivar. Unos 300 musulmanes que no habían participado en un levantamiento previo de los albaneses contra los invasores serbios fueron arrestados durante la noche, sacados fuera del pueblo en grupos de 20 a 30 y asesinados a golpes y puñalas con las culatas de fusiles y las bayonetas (los disparos habrían despertado a los habitantes del pueblo), antes de arrojarlos a una gran fosa abierta que habían cavado con anterioridad con ese propósito. 

## Demografía
| Gráfica de evolución de Gostivar entre 1944 y 2016 |
|                                                    |